# Tranh chấp chủ quyền Biển Đông
Tranh chấp chủ quyền trên Biển Đông bao gồm các tranh chấp về đảo và vùng biển. Quần đảo Trường Sa và quần đảo Hoàng Sa là hai quần đảo trên các rạn san hô ở Biển Đông, trong đó quần đảo Hoàng Sa đang là nơi tranh chấp chủ quyền giữa Việt Nam, Trung Quốc và Đài Loan. Quần đảo Trường Sa là nơi tranh chấp chủ quyền của 6 quốc gia và lãnh thổ: Trung Quốc, Đài Loan, Việt Nam, Philippines, Malaysia và Brunei; các quốc gia này tuyên bố chủ quyền toàn bộ hay một phần quần đảo Trường Sa. Bãi Macclesfield là đối tượng tranh chấp giữa Trung Quốc và Đài Loan. Quần đảo Đông Sa do Đài Loan quản lý là đối tượng tranh chấp giữa Cộng hòa Nhân dân Trung Hoa và Đài Loan. Quần đảo Natuna do Indonesia tuyên bố chủ quyền cũng đang bị Trung Quốc đe dọa. Ngoài ra, vùng biển trong khu vực Biển Đông cũng là đối tượng tranh chấp, với lợi ích mà các quốc gia quan tâm gồm: ngư trường, khai thác tài nguyên (đặc biệt là dầu khí) và kiểm soát của một vị trí chiến lược.
Các quốc gia gián tiếp can dự đáng kể đến Biển Đông là: Hoa Kỳ, Nhật Bản, Úc và Ấn Độ.

Các khu vực tranh chấp ở Biển Đông (dựa theo các tài liệu không chính thức và chưa cập nhật). Đường màu đỏ: Trung Quốc, lam: Việt Nam, tím: Philippines, vàng: Malaysia, lục: Brunei.

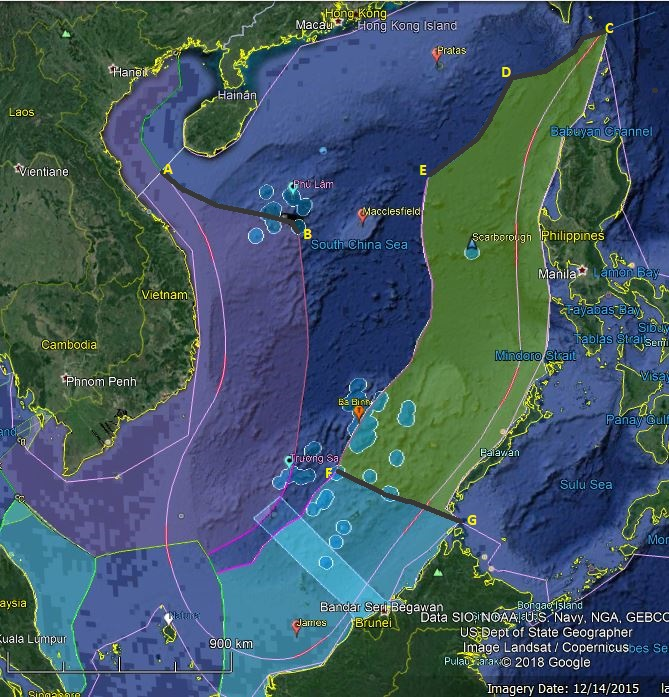
Các khu vực tranh chấp ở Biển Đông (phần lớn dựa trên các tài liệu và bản đồ mới nhất đã được các bên công bố chính thức – những chỗ chưa có văn kiện chính thức -vẽ bằng đường màu xám – thì dùng trung tuyến).

## Bối cảnh

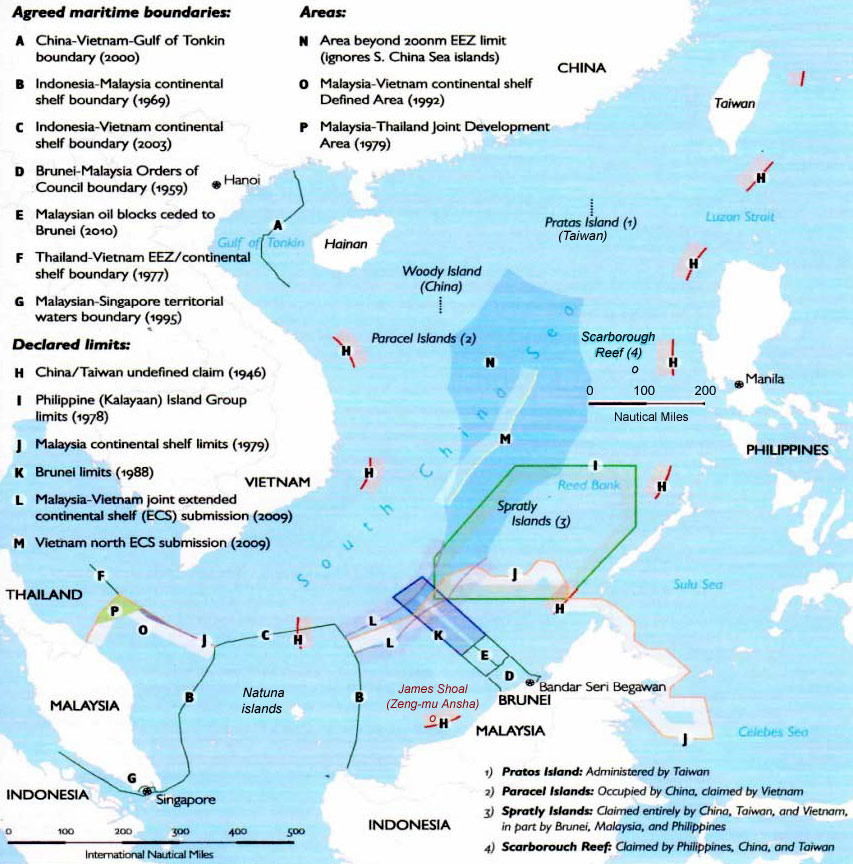
Các đường bờ biển và hiệp định.

Các tranh chấp chủ quyền trên Biển Đông giữa các quốc gia trong khu vực diễn ra từ sau Thế Chiến 2. Ban đầu các quốc gia tranh chấp vì vị trí chiến lược của Biển Đông.
Đối với Trung Quốc, Biển Đông nói chung cũng như quần đảo Hoàng Sa và quần đảo Trường Sa có vị trí quan trọng do nằm giữa Ấn Độ Dương và Thái Bình Dương là một vùng chiến lược quan trọng, là cổng của lục địa Trung Quốc đi ra thế giới bên ngoài.
Đối với Nhật Bản thì Biển Đông là con đường giao thông huyết mạch, không chỉ với Đông Nam Á mà cả với Trung Đông và châu Âu. Nền kinh tế Nhật Bản gắn liền với sự giao thông này. Trong Thế Chiến 2, Nhật đã cho xây căn cứ tàu ngầm tại đảo Ba Bình trong quần đảo Trường Sa.
Đối với Việt Nam biển Đông có vai trò vô cùng quan trọng cả về kinh tế, chính trị - xã hội, quốc phòng an ninh, là cửa ngõ chính để kết nối Việt Nam với khu vực và thế giới. Biển Đông là không gian sinh tồn để Việt Nam phát triển các ngành kinh tế như: thủy sản, dầu khí, giao thông hàng hải, đóng tàu, du lịch... Biển Đông có vai trò quan trọng đối với Việt Nam về mặt quốc phòng do Việt Nam có chiều ngang hẹp nên chiều sâu phòng thủ bị hạn chế.
Sau khi Công ước Liên Hợp Quốc về Luật biển năm 1982 quy định về vùng đặc quyền kinh tế thì tầm quan trọng của việc khai thác tài nguyên, đặc biệt là đánh cá và khai thác dầu khí là nguyên nhân bổ sung cho mục đích tranh chấp.
Theo Bộ Tài nguyên, Địa chất Trung Quốc ước tính trữ lượng dầu mỏ ở Biển Đông khoảng 17,7 tỷ tấn, so với trữ lượng 13 tỷ tấn của Kuwait.
Ngày 11 tháng 3 năm 1976, lần đầu tiên công ty dầu Philippines phát hiện một mỏ dầu ngoài khơi đảo Palawan. Mỏ dầu này đã từng cung cấp 15% lượng dầu mỏ tiêu thụ hàng năm ở Philippines. Một số nguồn khác cho rằng trữ lượng dầu mỏ xác minh trong Biển Đông là 7,5 tỷ thùng. Trung Quốc gọi Biển Đông là "vịnh Ba Tư thứ hai". Tập đoàn Khai thác dầu khí ngoài khơi Trung Quốc (CNOOC) dự tính chi 200 tỷ nhân dân tệ (tương đương 30 tỷ đô la Mỹ) trong vòng 20 năm để khai thác dầu khí trên khu vực Biển Đông, với độ sâu lên đến 2000 mét trong 5 năm tới với sản lượng khai thác 25 triệu tấn dầu và khí. Tuy nhiên nhiều chuyên gia dầu khí phương Tây hoài nghi con số dự báo của Trung Quốc về trữ lượng dầu khí ở Biển Đông, tập trung chủ yếu ở quần đảo Trường Sa và Hoàng Sa cũng như không tính đến trữ lượng có thể khai thác thương mại.
Tuy nhiên, không quốc gia nào trong số các quốc gia tuyên bố chủ quyền ở quần đảo Trường Sa tiến hành khai thác tài nguyên trên quy mô lớn để tránh gây ra một cuộc khủng hoảng. Ngoài ra, các công ty dầu quốc tế vẫn chưa được thực hiện các cam kết và hy vọng rằng các tranh chấp lãnh thổ sẽ được giải quyết.
Các cơ hội đánh bắt cá phong phú cũng là một động lực cho yêu sách chủ quyền. Năm 1988, Biển Đông chiếm 8% sản lượng đánh bắt cá trên thế giới, và con số đó đã tăng lên đáng kể từ đó. Đã có nhiều vụ đụng độ của các tàu Trung Quốc với tàu của ngư dân Việt Nam và Philippines trong khu vực Biển Đông. Trung Quốc tin rằng giá trị thu được từ việc đánh bắt cá và dầu từ biển tăng lên đến 1.000 tỷ đô la Mỹ.
Khu vực này cũng là một trong những tuyến hàng hải bận rộn nhất trên thế giới. Trong những năm 1980, ít nhất 270 tàu chở hàng chạy qua khu vực mỗi ngày. Hơn một nửa lượng hàng hóa vận chuyển bằng tàu biển hàng năm của thế giới đi qua eo biển Malacca, eo biển Sunda và eo biển Lombok, với đa số các tàu này tiếp tục hành trình vào Biển Đông. Lượng tàu chở dầu đi qua eo biển Malacca để vào Biển Đông nhiều hơn 3 lần số tàu loại này qua kênh đào Suez, hơn 5 lần số lượt loại tàu này qua kênh đào Panama.

## Tuyên bố lãnh hải

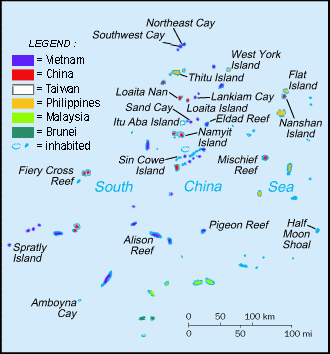
Các khu vực tranh chấp giữa các nước đối với quần đảo Trường Sa (2009).

Có rất nhiều tranh cãi về lãnh hải trên vùng Biển Đông và các nguồn tài nguyên của nó. Bởi Luật biển năm 1982 của Liên Hợp Quốc cho phép các nước có vùng đặc quyền kinh tế (EEZ) mở rộng 200 dặm biển (370.6 km) từ lãnh hải của mình, tất cả các nước quanh vùng biển có thể đưa ra tuyên bố chủ quyền với những phần rộng lớn của nó. Cộng hòa Nhân dân Trung Hoa (Trung Quốc) đã tuyên bố chủ quyền hầu như toàn bộ vùng biển mặc dù các tuyên bố đều chưa được cộng đồng quốc tế công nhận. Những báo cáo gần đây cho thấy Trung Quốc đang phát triển một nhóm tàu sân bay để bảo vệ những đường vận chuyển nhiên liệu ở Biển Đông. Những vùng có nguy cơ tranh chấp gồm:
- Indonesia và Trung Quốc về vùng biển Đông Bắc quần đảo Natuna.
- Philippines và Trung Quốc về những khu khai thác khí gas Malampaya và Camago.
- Philippines và Trung Quốc về bãi cạn Scarborough.
- Việt Nam và Trung Quốc về vùng biển phía tây quần đảo Trường Sa. Một số hay toàn bộ quần đảo Trường Sa đang bị tranh chấp giữa Việt Nam, Trung Quốc, Trung Hoa Dân Quốc (Đài Loan), Philippines và một số nước khác.
- Trung Quốc đang quản lý toàn bộ quần đảo Hoàng Sa dù Việt Nam và Đài Loan cũng tuyên bố chủ quyền.
- Malaysia, Campuchia, Thái Lan và Việt Nam về những vùng ở vịnh Thái Lan.
- Singapore và Malaysia dọc theo Eo biển Johore và Eo biển Singapore.

Cả Trung Quốc và Việt Nam đều theo đuổi các tuyên bố chủ quyền một cách mạnh mẽ. Tại hội nghị ở San Fransico năm 1951 (Hiệp ước San Francisco), đại diện Quốc gia Việt Nam, Thủ tướng kiêm Bộ trưởng Ngoại giao Trần Văn Hữu, đã tuyên bố trước đại biểu của 51 quốc gia tham gia Hội nghị: "Cũng vì cần phải dứt khoát lợi dụng mọi cơ hội để dập tắt những mầm mống tranh chấp sau này, chúng tôi khẳng định chủ quyền của chúng tôi đối với hai quần đảo Hoàng Sa và Trường Sa, những quần đảo này luôn luôn thuộc về Việt Nam", tuyên bố này không gặp phải sự bảo lưu hay phản đối nào của đại diện các quốc gia tham dự Hội nghị. Lúc đó Cộng hòa Nhân dân Trung Hoa và Trung Hoa Dân Quốc không tham dự. Đến năm 1974, Quần đảo Hoàng Sa đã bị Trung Quốc chiếm sau trận hải chiến Hoàng Sa. Quần đảo Trường Sa là nơi đã xảy ra xung đột hải quân giữa Việt Nam và Trung Quốc vào tháng 3 năm 1988 (Hải chiến Trường Sa). Các nước tranh chấp thường xuyên thông báo về các vụ va chạm giữa các tàu hải quân.
ASEAN nói chung, và Trung Quốc nói riêng đã từng tuyên bố muốn đảm bảo rằng những tranh chấp bên trong Biển Đông sẽ không leo thang trở thành xung đột quân sự. Vì vậy, các cơ cấu phát triển chung (Joint Development Authorities) đã được lập ra tại các vùng tranh chấp chồng lấn để cùng phát triển vùng và phân chia quyền lợi công bằng tuy nhiên không giải quyết vấn đề chủ quyền của vùng đó. Điều này đã trở thành sự thực, đặc biệt là ở Vịnh Thái Lan. Tuy nhiên, có những nguồn thông tin ghi nhận Trung Quốc sẽ không ngại dùng vũ lực để can thiệp tại quần đảo Trường Sa.
Những tuyên bố lãnh thổ chồng lấn ở Pedra Branca hay Pulau Batu Puteh của cả Singapore và Malaysia đã được đưa ra Tòa án quốc tế. Tòa án đã phán quyết theo hướng có lợi cho Singapore.

### "Đường chín đoạn" của Trung Quốc

Tuyên bố Đường chín đoạn của Trung Quốc ở Biển Đông (màu đỏ) so với những khu đặc quyền kinh tế 200 hải lý cho mỗi quốc gia theo quy định của Công ước Liên Hợp Quốc về Luật biển (màu xanh) bao gồm các đảo đang có tranh chấp (màu xanh lá cây).

Năm 1947, chính phủ Trung Hoa Dân Quốc đưa ra yêu sách chủ quyền trên Biển Đông với đường lưỡi bò 11 đoạn, sau này chính phủ Cộng hòa Nhân dân Trung Hoa sử dụng lại đường lưỡi bò này nhưng chỉ còn 9 đoạn. Đường lưỡi bò bao trọn bốn nhóm quần đảo, bãi ngầm lớn trên Biển Đông (biển Nam Trung Hoa) là quần đảo Hoàng Sa, quần đảo Trường Sa, quần đảo Đông Sa và bãi Macclesfield với khoảng 75% diện tích mặt nước của Biển Đông, chỉ chừa lại khoảng 25% cho tất cả các nước Philippines, Malaysia, Brunei, Indonesia và Việt Nam, tức mỗi nước được trung bình 5%.

## Tranh chấp chủ quyền đảo

### Quần đảo Hoàng Sa
Cả Việt Nam và Trung Quốc đều tuyên bố chủ quyền đối với các quần đảo Hoàng Sa và Trường Sa.
Vào năm 1932, chính quyền Pháp ở Đông Dương chiếm giữ quần đảo Hoàng Sa, và Việt Nam tiếp tục nắm giữ chủ quyền cho đến năm 1974 (Việt Nam Cộng hòa). Hai đảo Phú Lâm và Lin Côn do Trung Quốc chiếm giữ từ năm 1956.
Trung Quốc hiện đang kiểm soát toàn bộ Hoàng Sa kể từ sau trận Hải chiến Hoàng Sa ngày 19 tháng 1 năm 1974, và chiếm đóng một phần của Trường Sa từ sau ngày 14 tháng 3 năm 1988 sau khi bắn chìm 3 tàu, làm 64 quân nhân Hải quân Việt Nam thiệt mạng trong trận Hải chiến Trường Sa.
Tháng 4 năm 1988, Trung Quốc đã thông qua một nghị quyết để thành lập tỉnh Hải Nam, trong đó bao gồm cả Hoàng Sa và Trường Sa, bất chấp tuyên bố khẳng định chủ quyền đối với quần đảo này từ phía Việt Nam. Tháng 11 năm 2007, Quốc vụ viện Trung Quốc lại phê chuẩn việc lập thành phố Tam Sa, nhằm trực tiếp quản lý các quần đảo trên Biển Đông, trong đó có Hoàng Sa và Trường Sa mà nước này gọi là Tây Sa và Nam Sa.
Năm 2007, đã có vài cuộc biểu tình diễn ra ở Việt Nam để phản đối việc Trung Quốc chiếm đóng Hoàng Sa, Trường Sa cũng như thành lập thành phố Tam Sa.

### Quần đảo Trường Sa
Trung Quốc xây dựng những công trình lớn như khu tổ hợp, đường băng, hệ thống ra đa, hải đăng.
Ngoài Trung Quốc, Đài Loan cũng tham gia xây dựng hải đăng.
Hiện tại, ở Quần Đảo Trường Sa thì Việt Nam là nước đang cai quản nhiều thực thể nhất(trên 30 thực thể địa lý bao gồm các đảo san hô và rạn san hô).

### Bãi cạn Scarborough
Philippines và Trung Quốc tranh chấp chủ quyền về những khu khai thác khí gas Malampaya và Camago và về bãi cạn Scarborough.

### Kiện ra tòa án quốc tế
Từ tháng 1 năm 2013, Philippines đã chính thức kiện Trung Quốc ra Tòa trọng tài quốc tế và tháng 3 năm 2014 đã nộp hồ sơ chi tiết, tuy rằng Trung Quốc đã từ chối tham dự phiên tòa quốc tế này. Sáng kiến này của Philippines đã được sự ủng hộ của Liên minh châu Âu và Hoa Kỳ, nhưng các quốc gia ASEAN lại không đồng nhất ủng hộ.
Ngày 12/7/2016, Tòa án Trọng tài thường trực theo Phụ lục VII của Công ước Liên Hợp Quốc về Luật biển năm 1982 tuyên bố Trung Quốc thua kiện với lý do "không có căn cứ pháp lý cho việc Trung Quốc nêu quyền lịch sử với các tài nguyên nằm trong vùng biển trong Đường Chín Đoạn".. Tuy nhiên, Trung Quốc không công nhận phán quyết của Tòa và nói sẽ tiếp tục bảo vệ quyền lợi của họ, Philippines thắng kiện nhưng không làm thay đổi được hiện tình ở Biển Đông.

## Các vụ đụng độ
Tháng 4 năm 1956, Việt Nam Cộng hòa kế thừa Quốc gia Việt Nam quản lý quần đảo Hoàng Sa. Riêng hai đảo lớn nhất là Phú Lâm và Lin Côn thuộc quần đảo này đã bị Cộng hòa Nhân dân Trung Hoa (Trung Quốc) chiếm trước khi quân đội Việt Nam Cộng hòa ra đóng quân.
Cộng hòa Nhân dân Trung Hoa chiếm quần đảo Hoàng Sa từ Việt Nam Cộng hòa từ ngày 19 tháng 1 năm 1974 khi quân đội của họ tấn công quân đồn trú Việt Nam Cộng hòa và chiếm các đảo phía tây trong trận Hải chiến Hoàng Sa năm 1974.
Năm 1988, Trung Quốc đã chiếm một số đá ngầm tại quần đảo Trường Sa.
Năm 1995, Trung Quốc chiếm đá ngầm Vành Khăn đang do Philippines kiểm soát.
Các sự kiện nổi lên trong quan hệ Việt - Trung như cản trở hợp đồng của BP với Việt Nam trong vùng Nam Côn Sơn (năm 2007), cản trở hợp đồng của Exxon Mobil với Việt Nam (năm 2008), Vụ Trung Quốc tấn công ngư dân Việt Nam 2005, vụ tàu Trung Quốc bắn ngư dân Việt Nam năm 2007, vụ Trung Quốc bắt ngư dân Việt Nam 2009, vụ căng thẳng giữa tàu thăm dò đại dương USNS Impeccable của Mỹ với một số tàu Trung Quốc đầu năm 2009 v.v... đều nằm trong ranh giới đường chín đoạn trong khu vực Biển Đông. Trung Quốc đơn phương cấm ngư dân Việt Nam đánh bắt cá trong khu vực trên.
Vào tháng 11 năm 2007, Quốc vụ viện nước Cộng hòa Nhân dân Trung Hoa thành lập một đô thị cấp huyện (huyện cấp thị) thuộc tỉnh Hải Nam lấy tên là Tam Sa (tiếng Trung: 三沙市) có phạm vi quản lý 3 quần đảo trên Biển Đông, trong đó có hai quần đảo tranh chấp với Việt Nam: quần đảo Hoàng Sa và quần đảo Trường Sa (mà Trung Quốc gọi là quần đảo Tây Sa và quần đảo Nam Sa). Việc này đã dấy lên một phong trào biểu tình tự phát tại Việt Nam để phản đối, nhưng không thành.
Năm 2011, căng thẳng dâng lên khi các tranh chấp giữa Trung Quốc với Việt Nam và Philippines nổ ra. Ngày 26 tháng 5 năm 2011, 3 tàu hải giám của Trung Quốc xâm nhập lãnh hải của Việt Nam, phá hoại thiết bị và cản trở tàu khảo sát địa chấn Bình Minh 02 của Tập đoàn Dầu khí Quốc gia Việt Nam đang hoạt động tại vùng biển miền Trung chỉ cách mũi Đại Lãnh của tỉnh Phú Yên 120 hải lý. Tiếp đó là sự kiện một tàu thăm dò dầu khí khác của Việt Nam thuê vừa bị tàu Trung Quốc phá hoại thiết bị vào ngày 9 tháng 6. Bộ Ngoại giao Việt Nam nói Trung Quốc vi phạm nghiêm trọng quyền chủ quyền của Việt Nam, yêu cầu nước này "chấm dứt ngay, không tái diễn" những hành động đó, đồng thời đòi bồi thường thiệt hại. Việt Nam cũng cho rằng hành động của Trung Quốc vi phạm Công ước luật biển năm 1982 của Liên Hợp Quốc, trái với tinh thần và lời văn của tuyền bố năm 2002 giữa ASEAN và Trung Quốc về ứng xử của các bên trên Biển Đông, cũng như "nhận thức chung của lãnh đạo cấp cao hai nước". Phản hồi cáo buộc của Việt Nam, phía Trung Quốc nói vụ việc ngày 26 tháng 5 là "hoạt động bình thường trong vùng biển chủ quyền của nước này". Người Phát ngôn Bộ Ngoại giao Cộng hòa Nhân dân Trung Hoa Khương Du tuyên bố "Trung Quốc phản đối việc Việt Nam thăm dò và khai thác dầu khí tại khu vực Biển Đông thuộc chủ quyền của Trung Quốc", vì nó "đi ngược lại lợi ích và chủ quyền của Trung Quốc tại Biển Đông, vi phạm nhận thức chung mà hai bên đã đạt được về vấn đề này". Ngày 9 tháng 6 năm 2011, 2 tuần sau vụ tàu Bình Minh 02, một tàu thăm dò dầu khí khác của Việt Nam thuê lại tiếp tục bị tàu Trung Quốc phá hoại thiết bị.
Tháng 5 năm 2014, Cộng hòa Nhân dân Trung Hoa đưa giàn khoan HD-981 vào khu vực Biển Đông vào ngày 1 tháng 5 năm 2014, dẫn tới việc nhà nước Cộng hòa Xã hội Chủ nghĩa Việt Nam ra tuyên bố phản đối, đồng thời tàu thuyền của hai quốc gia đã có một số va chạm.

## Giải quyết tranh chấp
Các quốc gia Đông Nam Á có tranh chấp trên Biển Đông đã dựa vào ASEAN như là một trung gian để giải quyết tranh chấp giữa Trung Quốc và các thành viên của ASEAN. Các thỏa thuận giữa các quốc gia ASEAN và Trung Quốc bao gồm các cam kết thông báo cho nhau về bất kỳ động thái quân sự tại khu vực tranh chấp, và tránh xây dựng thêm công trình mới trên các hòn đảo.
Trong đầu thế kỷ XXI, là một phần của chính sách đối ngoại của chính phủ Cộng hòa Nhân dân Trung Hoa trỗi dậy hòa bình (Hán-Việt: Hòa bình quật khởi). Trung Quốc và ASEAN cũng đã bắt đầu các cuộc đàm phán nhằm tạo ra một quy tắc ứng xử nhằm giảm bớt căng thẳng đối với quần đảo tranh chấp, đã thống nhất Tuyên bố về cách ứng xử các bên trên Biển Đông (DOC). Tháng 7 năm 2011, Trung Quốc, Brunei, Malaysia, Philippines, Đài Loan và Việt Nam đã đồng ý với một bộ chỉ dẫn sơ bộ nhằm giải quyết tranh chấp. Ông Lưu Chấn Dân, Trợ lý Bộ trưởng Bộ Ngoại giao Trung Quốc, đã mô tả tài liệu này là "một cột mốc quan trọng thể hiện cho sự hợp tác giữa Trung Quốc và các nước ASEAN". Một số nội dung của tài liệu đã được tiết lộ, ví dụ "bảo vệ môi trường biển, nghiên cứu khoa học, an toàn hàng hải và thông tin liên lạc, tìm kiếm cứu nạn và đấu tranh chống tội phạm xuyên quốc gia". Tuy vậy, vấn đề khai thác dầu khí và khí thiên nhiên vẫn chưa được giải quyết.
Một điểm cần chú ý là Trung Quốc luôn luôn chủ trương chỉ đối thoại song phương và tìm thỏa thuận với từng quốc gia tranh chấp trong khi một số quốc gia Đông Nam Á lại chủ trương đa phương hóa và quốc tế hóa vấn đề tranh chấp.

### Quan hệ Trung Quốc-ASEAN
Trung Quốc nhiều lần tìm cách áp lực lên Hiệp hội các quốc gia Đông Nam Á (ASEAN) để tránh sự liên kết của những quốc gia thành viên chống lại họ.
Vào tháng 7 năm 2012 tại Hội nghị Bộ trưởng Ngoại giao, ASEAN không tìm được đồng thuận và không ra được tuyên bố chung về Biển Đông, vì nước chủ nhà Campuchia do áp lực của Trung Quốc, luôn phản đối bất kỳ đề cập nào đến các tranh chấp tại đó.
Liên quan đến vụ tranh chấp về vị trí giàn khoan HD-981, ngày 11 tháng 5 tại Hội nghị thượng đỉnh ASEAN lần thứ 24 ở Myanmar, Thủ tướng Nguyễn Tấn Dũng lần đầu tiên công khai tố cáo Trung Quốc về việc đưa giàn khoan HD-981 cùng hơn 80 tàu đi vào vùng biển Việt Nam và kêu gọi sự ủng hộ của quốc tế. Tuy nhiên tuyên bố kết thúc hội nghị của ASEAN không phê phán nước nào mà chỉ kêu gọi "tất cả các bên thực hiện kiềm chế và không sử dụng vũ lực, cũng như không tiến hành các hoạt động có thể làm gia tăng căng thẳng và sớm đạt được COC như đã được thể hiện trong Tuyên bố 6 điểm về Biển Đông". Tuy vậy, tuyên bố đó vẫn được Phạm Bình Minh - Bộ trưởng Bộ Ngoại giao Việt Nam - đánh giá là khả quan, vì sau 20 năm thì đây là lần đầu tiên tổ chức này có một tuyên bố riêng về tình hình Biển Đông.

### Quan hệ Trung Quốc-Hoa Kỳ
Trung Quốc và Hoa Kỳ hiện đang bất đồng về chính sách vận hành các tàu quân sự và máy bay ở Biển Đông của Hoa Kỳ. Bất đồng này càng trở nên trầm trọng hơn bởi một thực tế là Mỹ chưa phải là một thành viên của Công ước Liên Hợp Quốc về Luật biển (UNCLOS). Tuy nhiên, Mỹ đã đứng cuộc diễn tập của mình, tuyên bố rằng "các hoạt động khảo sát thăm dò hòa bình và các hoạt động quân sự khác mà không có sự cho phép trong vùng đặc quyền kinh tế của một quốc gia" được Công ước cho phép. Ngoài ra, việc tự do lưu thông trong Biển Đông nằm trong tổng thể lợi ích kinh tế và địa chính trị của Mỹ. Mặc dù Mỹ không phải là một bên trong tranh chấp nhưng nếu Trung Quốc giành được đặc quyền tại biển này thì Mỹ sẽ phải xin phép Trung Quốc nếu muốn lưu thông qua Biển Đông chứ không dựa vào UNCLOS được nữa. Với giả thuyết là Hoa Kỳ muốn duy trì vị thế hàng đầu ở khu vực châu Á-Thái Bình Dương thì việc chịu thua áp lực từ Trung Quốc là một viễn cảnh nước này không hề mong muốn. Liên quan đến tranh chấp, Ngoại trưởng Mỹ Hillary Clinton đã lên tiếng ủng hộ quyền tự do hàng hải bằng cách nhắc lại rằng "tự do hàng hải và tôn trọng luật pháp quốc tế" là một vấn đề thuộc lợi ích quốc gia của Mỹ. Ý kiến của bà đã bị Bộ trưởng Bộ Ngoại giao Trung Quốc phản ứng lại, cho là "nhằm tấn công Trung Quốc", đồng thời cảnh báo Mỹ không được biến vấn đề Biển Đông thành "một vấn đề quốc tế hoặc vấn đề đa phương."
Sau này, bà Clinton tiếp tục bày tỏ sự ủng hộ của bà đối với việc xem xét phê chuẩn Công ước Liên Hợp Quốc về Luật biển của Quốc hội Hoa Kỳ vì nó sẽ giúp tăng cường sức mạnh của Mỹ trong việc hỗ trợ các quốc gia đang chống đối lại tuyên bố chủ quyền của Trung Quốc đối với các nhóm đảo trong Biển Đông. Ngày 29 tháng 5 năm 2012, người Phát ngôn Bộ Ngoại giao Trung Quốc bày tỏ mối quan ngại đối với diễn biến này, tuyên bố rằng "những bên không có tuyên bố chủ quyền trong Hiệp hội các Quốc gia Đông Nam Á cũng như các nước bên ngoài sẽ không được quyền can dự vào cuộc tranh chấp lãnh thổ".
Liên quan đến vụ tranh chấp về vị trí giàn khoan HD-981, trong một cuộc điệm đàm với Bộ trưởng Ngoại giao Trung Quốc Vương Nghị, Bộ trưởng Ngoại giao Hoa Kỳ John Kerry công khai gọi hành động của Trung Quốc là "khiêu khích" và "hung hăng". Nhân chuyến thăm Hoa Kỳ của tướng lãnh đạo quân đội Trung Quốc, ông Kerry cũng bình luận rằng Hoa Kỳ "quan ngại sâu sắc" với việc hạ đặt giàn khoan của Trung Quốc tại vùng biển mà Việt Nam cũng đòi hỏi. Trung Quốc đã phản ứng giận dữ với tuyên bố trên, trang web Bộ Ngoại giao Trung Quốc đã đăng một tuyên bố dẫn lời Ngoại trưởng Vương Nghị cho rằng Hoa Kỳ nên "khách quan", "giữ đúng cam kết, hành động và phát ngôn thận trọng".
Tháng 5 năm 2014, chính phủ Mỹ đã đề xuất khoản ngân sách 1,2 tỷ USD dành cho các hoạt động tại khu vực Đông Á-Thái Bình Dương năm 2015, bao gồm hơn 800 triệu USD cho các chương trình hỗ trợ nước ngoài, trong đó sẽ cung cấp 18 triệu USD cho cảnh sát biển Việt Nam.

### Quan hệ Nga-Trung Quốc-ASEAN
Liên quan đến vụ tranh chấp về vị trí giàn khoan HD-981, ngày 15 tháng 5, Phát ngôn viên Bộ Ngoại giao Nga Alexandr Lukashevich phát biểu rằng Liên bang Nga chỉ tuyên bố "quan tâm sâu sắc" và "theo sát tình hình ở Biển Đông", hi vọng các bên kiềm chế, "khắc phục được các tranh chấp lãnh thổ ở Biển Đông thông qua con đường đàm phán". Cùng lúc đó, Hải quân Nga và Hải quân Trung Quốc sẽ diễn tập quy mô lớn tại biển Hoa Đông vào giữa tháng 5 năm 2014. và Tổng thống Putin đến Thượng Hải, ngày 21 tháng 5 năm 2014 ký thỏa thuận cung cấp khí đốt Nga cho Trung Quốc trong thời hạn 30 năm, trị giá ước khoảng 400 tỷ USD.
Năm 2014, tờ Tiếng nói nước Nga (Sputnik News) dẫn tuyên bố của Thứ trưởng Ngoại giao Nga Igor Morgulov phát biểu tại Diễn đàn Khu vực ASEAN rằng: "Sự tham gia của các nước thứ 3 trong quá trình giải quyết các vấn đề tranh chấp ở Biển Đông là phản xây dựng".
Nikolay Kudashev - Đại sứ quán Nga tại Philippines phát biểu: "Liên bang Nga phản đối bất kỳ bên thứ 3 nào không có tranh chấp can dự vào hoạt động tranh chấp trên Biển Đông. Đây là quan điểm chính thức của Chính phủ chúng tôi".
Phát biểu trong buổi họp báo chung diễn ra tại Bắc Kinh vào tháng 4/2016, Ngoại trưởng Nga Sergei Lavrov và Ngoại trưởng Trung Quốc Vương Nghị cho biết cả Nga và Trung Quốc có chung một quan điểm về Biển Đông. Ngoại trưởng Nga Sergei Lavrov nói: "Quan điểm của Nga là không nên xem đó là vấn đề quốc tế. Các thế lực bên ngoài không nên xen vào vấn đề Biển Đông". Ngoại trưởng Trung Quốc nói với Ngoại trưởng Nga: "Cả Trung Quốc và Nga nên cùng nhau chống lại (cái gọi là) sự lạm dụng của cơ chế trọng tài bắt buộc".
Ngày 4/5/2016, hãng truyền thông Tiếng nói nước Nga (Sputnik News) bình luận xung quanh việc làm thế nào để Nga giúp Trung Quốc "chiến thắng" phán quyết của Tòa Trọng tài Thường trực (PCA) trong vụ kiện của Philippines về Biển Đông.

### Quan hệ Việt Nam - Hoa Kỳ - Trung Quốc
Theo Tiến sĩ Kinh tế học Lê Hồng Nhật (Đại học Kinh tế – Luật, Đại học Quốc gia thành phố Hồ Chí Minh) và là cộng tác viên không thường trú tại Trung tâm Nghiên cứu quốc tế (SCIS), Đại học Khoa học Xã hội và Nhân văn thành phố Hồ Chí Minh khi sử dụng Mô hình Lý thuyết trò chơi đã phân tích tình hình quan hệ trên Biển Đông. Theo đó, trong trường hợp Hoa Kỳ làm ngơ trước các vấn đề liên quan đến Biển Đông sẽ tồn tại 2 khả năng trong quan hệ Việt Nam - Trung Quốc. Thứ nhất, Việt Nam không phản ứng gì, kết quả là Việt Nam sẽ phải đưa ra những nhượng bộ với Trung Quốc (Việt Nam mất 1 điểm, Trung Quốc được 1 điểm). Nếu Việt Nam có phản ứng tự vệ, lại xảy ra 2 khả năng bao gồm nếu Trung Quốc tôn trọng phản ứng của Việt Nam, kết quả là hai bên không được gì (Việt Nam: 0; TQ: 0) nhưng nếu Trung Quốc không tôn trọng phản ứng tự vệ của Việt Nam và xác lập thực trạng mới trên Biển Đông (khả năng này cao hơn khả năng Trung Quốc tôn trọng Việt Nam) thì Việt Nam sẽ mất nhiều hơn nếu làm ngơ trước các hành vi hung hăng của Trung Quốc (Việt Nam mất 2 điểm, Trung Quốc được 2 điểm).
Bên cạnh đó, nếu Hoa Kỳ tham gia giải quyết tranh chấp sẽ xảy ra 2 trường hợp. Trường hợp thứ nhất Mỹ giữ vững cam kết với Việt Nam. Trong trường hợp này có 2 khả năng xảy ra, thứ nhất là Trung Quốc tôn trọng cam kết Trung Quốc - Việt Nam - Mỹ, thì tất cả các bên đều được lợi và Mỹ có lợi nhất (Trung Quốc: 1; Việt Nam: 1; Mỹ: 4) tuy nhiên khả năng này rất khó xảy ra do Trung Quốc có những biểu hiện hung hăng và không tôn trọng luật pháp quốc tế, thậm chí có ý định thiết lập lại hệ thống luật quốc tế mới có lợi hơn cho Trung Quốc; thứ hai nếu Trung Quốc không tôn trọng liên minh Việt Nam - Mỹ (khả năng này cao hơn khả năng Mỹ giữ cam kết với Việt Nam) thì Việt Nam bị thiệt nhiều nhất, Mỹ vẫn được lợi nhiều nhất (Việt Nam: mất 1 điểm, Trung Quốc mất 0,5 điểm; Mỹ được 1 điểm). Trong trường hợp thứ hai, Mỹ không giữ vững cam kết với Việt Nam hoặc Việt Nam phải chấp nhận cam kết bất lợi cho mình trong quan hệ Việt Nam - Mỹ sẽ có 2 khả năng xảy ra, thứ nhất Trung Quốc tôn trọng luật pháp quốc tế, tất cả các bên không được lợi gì hay mất gì (Việt Nam:0; Trung Quốc:0; Mỹ:0) tuy nhiên khả năng này là thấp nhất trong các khả năng vì chắc chắn Mỹ sẽ không làm gì nếu nước này không được lợi và Trung Quốc đang có những biểu hiện không tôn trọng luật pháp quốc tế. Trong trường hợp tồi tệ nhất nhưng lại có khả năng cao nhất trong tất cả các khả năng đó là Mỹ và Trung Quốc đi đêm với nhau, Việt Nam bị bán đứng (như thỏa hiệp 1972 giữa Mỹ và Trung Quốc, bên thiệt hại nhất là Việt Nam Dân chủ Cộng hòa và Việt Nam Cộng hòa), thiệt hại của Việt Nam là không thể lường được, biểu tượng là chữ K, Trung Quốc được lợi nhất, Mỹ sẽ bị thiệt hại lợi ích trên Biển Đông nhưng không lớn và có thể được bù đắp bởi những cam kết riêng với Trung Quốc, biểu tượng là chữ L nghĩa là low - thấp (Việt Nam: mất K điểm, Trung Quốc: được 3 điểm, Mỹ: mất L điểm).
Theo Tiến sĩ Lê Hồng Hiệp (Khoa Quan hệ Quốc tế, Đại học Khoa học Xã hội và Nhân văn thành phố Hồ Chí Minh) bên lề hội thảo quốc tế về quan hệ ASEAN – Trung – Mỹ vừa diễn ra tại Hà Nội trong tháng 2 năm 2016, Việt Nam vẫn nên giữ chính sách đa phương hóa, đa dạng hóa các mối quan hệ để giữ vững tự chủ về mặt hoạch định và thực thi chính sách, từ đó chủ động hơn trong việc bảo vệ quyền lợi quốc gia, dân tộc của mình nhưng cần có trọng tâm trọng điểm để gia tăng vị thế trong các cuộc đàm phán.
Đồng thời ông Hiệp cũng cho rằng, việc Hoa Kỳ nhượng bộ Trung Quốc trong vấn đề Biển Đông nhằm đổi lại việc Trung Quốc gây sức ép với Triều Tiên trong vấn đề hạt nhân trên bán đảo Triều Tiên là hoàn toàn có thể xảy ra. Những nỗ lực gần đây của Việt Nam nhằm cải thiện quan hệ với Trung Quốc không nên được xem như là một dấu hiệu cho thấy Hà Nội đã "đầu hàng" dưới áp lực từ Trung Quốc. Thay vào đó, do hầu hết các quốc gia trong khu vực đang hướng về Bắc Kinh, Việt Nam không muốn đứng một mình trong tư thế thù địch với Trung Quốc và đánh mất các lợi ích thương mại và đầu tư rất thiết yếu mà Trung Quốc có thể cung cấp. Quan trọng hơn, trong bối cảnh chính sách của Hoa Kỳ đối với khu vực vẫn còn mơ hồ, cải thiện quan hệ với Trung Quốc cũng là một cách giúp Hà Nội đề phòng trường hợp xấu nhất mà trong đó Hoa Kỳ có thể không còn quan tâm nhiều tới Việt Nam. Thậm chí các hoạt động của Trung Quốc không làm giảm sự phản đối của Nhà nước Việt Nam.